# Viltina
Viltina (Duits: Wiltina) is een plaats in de Estlandse gemeente Saaremaa, provincie Saaremaa. De plaats heeft de status van dorp (Estisch: küla) en telt 8 inwoners (2021).
Tot in oktober 2017 lag Viltina in de gemeente Laimjala. In die maand werd Laimjala bij de fusiegemeente Saaremaa gevoegd.
Viltina ligt aan de zuidkust van het eiland Saaremaa. Het dorp is bekend door zijn standerdmolen, die in 1862 is gebouwd en een beschermd monument is.

## Geschiedenis
Uit opgravingen is gebleken dat Viltina rond het jaar 1000 een haven heeft gehad, die gebruikt is door de Vikingen. Ook is een begraafplaats gevonden, die van de 11e t/m de 13e eeuw in gebruik is geweest.
Viltina werd voor het eerst genoemd in 1787 onder de naam Filten, een dorp op het landgoed van Kahtla.
Tussen 1977 en 1997 maakte Viltina deel uit van het buurdorp Kõiguste.